# Burgstraße (Nörvenich)

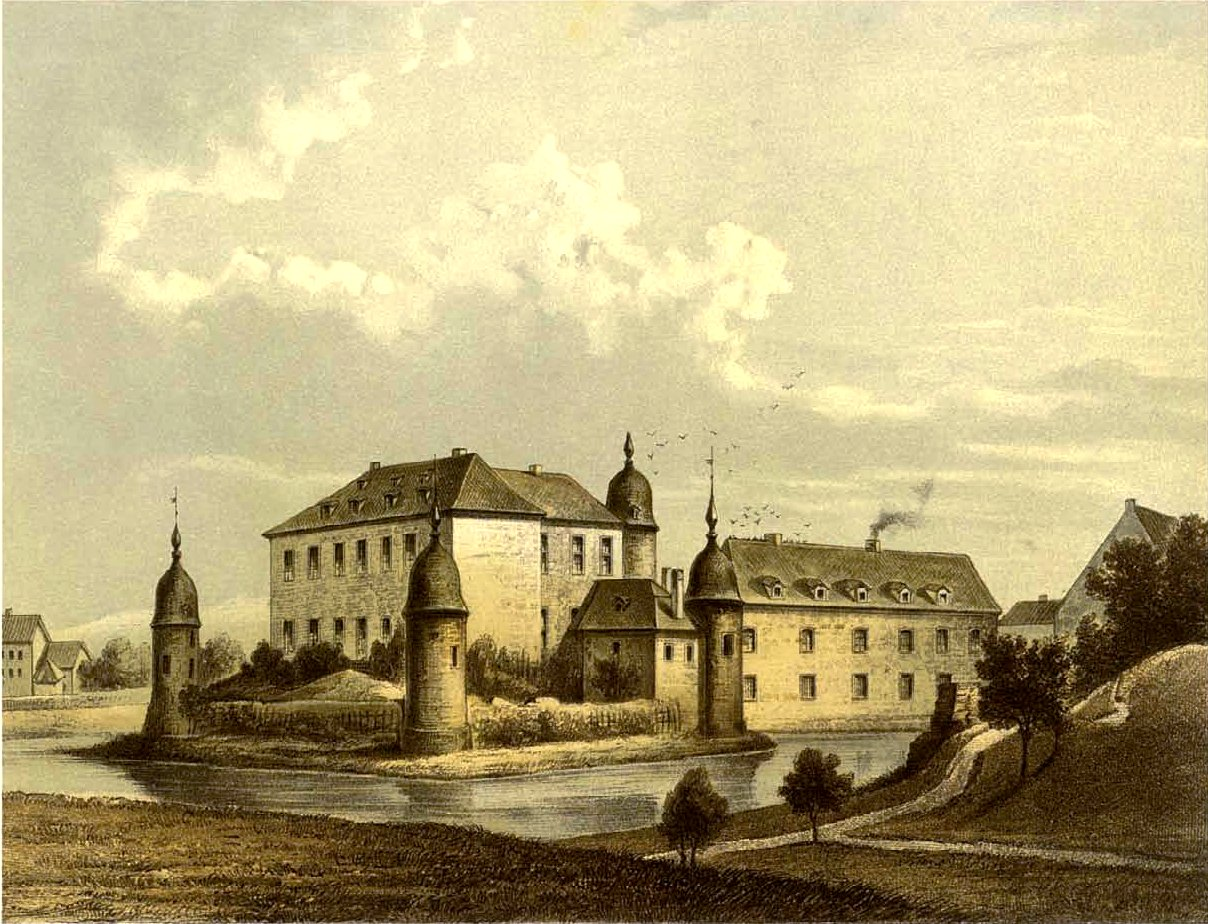
Die Burg von der Burgstraße her gesehen in einem Gemälde von 1878 von Alexander Duncker

Die Burgstraße in Nörvenich, einer Gemeinde im Kreis Düren (Nordrhein-Westfalen), ist eine historische Hauptdurchgangsstraße.
Die Straße zweigt am Marktplatz in östliche Richtung ab. Sie überquert den Neffelbach und geht dann in die Straße Am Kreuzberg mit ihrem Heiligenhaus über. Sie führt weiter in Richtung Pingsheim bzw. Erftstadt. 1926 wurde der Straßenkörper erstmals befestigt, und zwar mit Blausteinpflaster.
Vor 1934 hieß der genannte Straßenzug Provinzialstraße. Von 1934 bis zum Ende des Zweiten Weltkrieges hieß die Straße Hermann-Göring-Straße. In fast allen Orten gab es damals Straßen, die nach Hermann Göring oder Adolf Hitler benannt waren. Durch Ratsbeschluss vom 3. Dezember 1954 erfolgte die Benennung in Burgstraße. Bis in die 1980er Jahre war die Straße eine klassifizierte Landesstraße mit der Nummer 263. Durch die Ortsumgehung verlor sie an Bedeutung und wurde zur Gemeindestraße abgestuft.
Ihren Namen erhielt die Straße durch die angrenzende Gymnicher Burg, die in den 1980er Jahren in Schloss Nörvenich umbenannt wurde. Die Burg hatte früher die Anschrift Burgstraße 13. Der Rat beschloss am 29. September 1981, dem Schloss die Standortbezeichnung Schloss Nörvenich zu geben.
In einer kleinen Stichstraße liegen die erste Schule von Nörvenich, die Vikarie und das Kaplanshaus.